# Xã Percy, Quận Kittson, Minnesota
Xã Percy (tiếng Anh: Percy Township) là một xã thuộc quận Kittson, tiểu bang Minnesota, Hoa Kỳ. Năm 2010, dân số của xã này là 31 người.